# The Land of Make Believe
"The Land of Make Believe" is een nummer van de Britse band Bucks Fizz. Het verscheen op hun album Are You Ready uit 1982. Op 13 november 1981 werd het uitgebracht als de tweede single van het album.

## Achtergrond
"The Land of Make Believe" is geschreven door Andy Hill en Peter Sinfield en geproduceerd door Hill. In de tekst wordt een kind in een droom door vreemde stemmen verteld om naar buiten te komen. Buiten zou alles vrolijk zijn, maar het kind gaat niet mee. In de tekst worden het stripfiguur Superman en de kaapvaarder William Kidd aangehaald. Het lied eindigt met een kinderrijmpje dat werd ingesproken door Abby Kimber, de elfjarige dochter van RCA Records-bestuurslid Bill Kimber - dit rijmpje werd op de radio vrijwel nooit gedraaid. Volgens Sinfield geeft het lied kritiek op het beleid van toenmalig Brits premier Margaret Thatcher.
Tijdens de opname van "The Land of Make Believe" vertelde bandlid Mike Nolan aan Hill dat hij dacht dat het nummer geen hit zou worden en dat het het einde van de band zou betekenen. Hill reageerde door te zeggen dat Bobby G en Cheryl Baker hun deel van het lied al hadden ingezongen en dat zij het wel goed vonden. Nolan zou later zeggen dat hij het bij het verkeerde eind had. Bobby G had een aantal harmonieën ingezongen voor het middenstuk van het nummer, maar deze werden per ongeluk verwijderd en niet opnieuw opgenomen.
"The Land of Make Believe" werd in meerdere landen een succes en verkocht in het Verenigd Koninkrijk beter dan "Making Your Mind Up", waarmee Bucks Fizz in 1981 het Eurovisiesongfestival won. Hier stond het twee weken op de eerste plaats van de UK Singles Chart. Ook in Ierland werd het een nummer 1-hit. Hiernaast bereikte het in onder meer Denemarken, Duitsland, Israël en Oostenrijk de top 10, waarbij het ook in Duitsland de meest succesvolle hit van de groep werd. In Nederland bereikte het de eerste plaats in de Top 40 en de tweede plaats in de Nationale Hitparade, terwijl in Vlaanderen ook de hoogste positie in een voorloper van de Ultratop 50 werd gehaald. Het was tevens de eerste single van de groep die in de Verenigde Staten op single verscheen, maar hier behaalde het geen hitlijsten.
"The Land of Make Believe" werd in 1991 geremixt als bootlegsingle. In 2005 verscheen een andere versie van deze mix op een compilatiealbum, terwijl een andere remix in 2008 op het album The Lost Masters 2 - The Final Cut stond. Hiernaast is het nummer gecoverd in het Frans door onder meer Céline Dion (als "A quatre pas d'ici") en Sheila (als "Condition féminine"), terwijl Elke Best het in het Duits als "Land der Phantasie" zong. De Braziliaanse groep Harmony Cats bracht het uit in het Portugees als "Terra do faz de conta". Bucks Fizz zong zelf een Spaanse versie onder de titel "El mundo de ilusion". In 2002 behaalde de Britse band allSTARS* een negende plaats in de UK Singles Chart met een cover van de originele Engelstalige versie.

## Hitnoteringen

### Nederlandse Top 40
| Hitnotering: 30-01-1982 t/m 27-03-1982 | Hitnotering: 30-01-1982 t/m 27-03-1982 | Hitnotering: 30-01-1982 t/m 27-03-1982 | Hitnotering: 30-01-1982 t/m 27-03-1982 | Hitnotering: 30-01-1982 t/m 27-03-1982 | Hitnotering: 30-01-1982 t/m 27-03-1982 | Hitnotering: 30-01-1982 t/m 27-03-1982 | Hitnotering: 30-01-1982 t/m 27-03-1982 | Hitnotering: 30-01-1982 t/m 27-03-1982 | Hitnotering: 30-01-1982 t/m 27-03-1982 | Hitnotering: 30-01-1982 t/m 27-03-1982 |
| Week                                   | 1                                      | 2                                      | 3                                      | 4                                      | 5                                      | 6                                      | 7                                      | 8                                      | 9                                      |                                        |
| -------------------------------------- | -------------------------------------- | -------------------------------------- | -------------------------------------- | -------------------------------------- | -------------------------------------- | -------------------------------------- | -------------------------------------- | -------------------------------------- | -------------------------------------- | -------------------------------------- |
| Nummer                                 | 21                                     | 11                                     | 8                                      | 4                                      | 1                                      | 1                                      | 6                                      | 15                                     | 40                                     | uit                                    |

### Nationale Hitparade
| Hitnotering: 30-01-1982 t/m 03-04-1982 | Hitnotering: 30-01-1982 t/m 03-04-1982 | Hitnotering: 30-01-1982 t/m 03-04-1982 | Hitnotering: 30-01-1982 t/m 03-04-1982 | Hitnotering: 30-01-1982 t/m 03-04-1982 | Hitnotering: 30-01-1982 t/m 03-04-1982 | Hitnotering: 30-01-1982 t/m 03-04-1982 | Hitnotering: 30-01-1982 t/m 03-04-1982 | Hitnotering: 30-01-1982 t/m 03-04-1982 | Hitnotering: 30-01-1982 t/m 03-04-1982 | Hitnotering: 30-01-1982 t/m 03-04-1982 | Hitnotering: 30-01-1982 t/m 03-04-1982 |
| Week                                   | 1                                      | 2                                      | 3                                      | 4                                      | 5                                      | 6                                      | 7                                      | 8                                      | 9                                      | 10                                     |                                        |
| -------------------------------------- | -------------------------------------- | -------------------------------------- | -------------------------------------- | -------------------------------------- | -------------------------------------- | -------------------------------------- | -------------------------------------- | -------------------------------------- | -------------------------------------- | -------------------------------------- | -------------------------------------- |
| Nummer                                 | 13                                     | 7                                      | 5                                      | 3                                      | 4                                      | 2                                      | 2                                      | 7                                      | 10                                     | 26                                     | uit                                    |